# Chandpur (Uttar Pradesh)
Chandpur è una suddivisione dell'India, classificata come municipal board, di 68.359 abitanti, situata nel distretto di Bijnor, nello stato federato dell'Uttar Pradesh. In base al numero di abitanti la città rientra nella classe II (da 50.000 a 99.999 persone).

## Geografia fisica
La città è situata a 27° 11' 37 N e 79° 21' 22 E e ha un'altitudine di 154 m s.l.m..

## Società

### Evoluzione demografica
Al censimento del 2001 la popolazione di Chandpur assommava a 68.359 persone, delle quali 36.007 maschi e 32.352 femmine. I bambini di età inferiore o uguale ai sei anni assommavano a 11.268, dei quali 5.909 maschi e 5.359 femmine. Infine, coloro che erano in grado di saper almeno leggere e scrivere erano 35.726, dei quali 20.466 maschi e 15.260 femmine.